# Wojciech Balczun

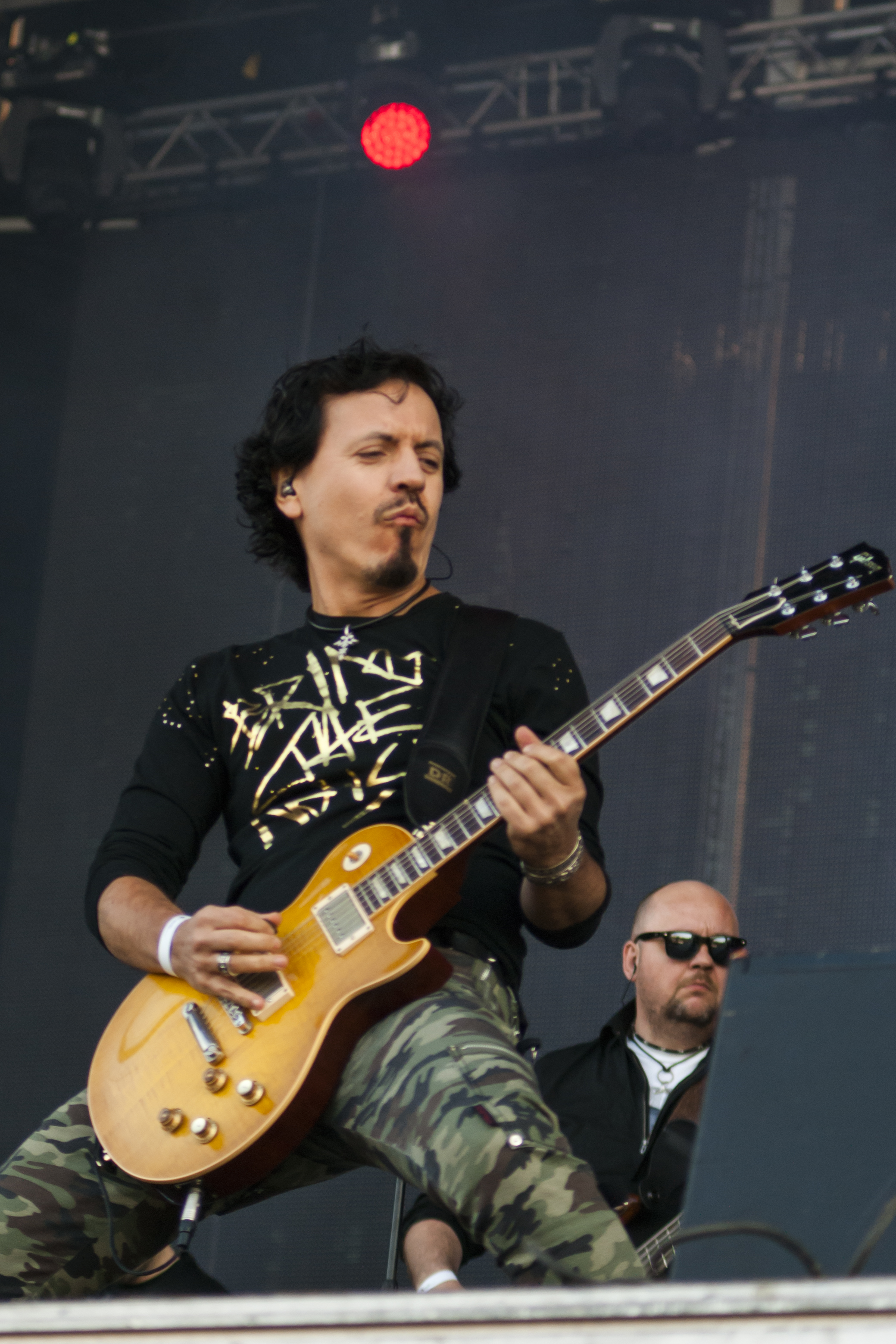
Wojciech Balczun z zespołem Chemia (2013)

Wojciech Balczun (ur. 19 czerwca 1970 w Elblągu) – polski menedżer i muzyk rockowy, prezes PKP Cargo (2008–2013), przedsiębiorstwa Ukrzaliznycia (2016–2017) oraz Agencji Rozwoju Przemysłu (2025), minister aktywów państwowych w trzecim rządzie Donalda Tuska (od 2025).

## Życiorys
Ukończył politologię na Uniwersytecie Śląskim w Katowicach i studia podyplomowe MBA, walidowane przez Rotterdam School of Management na Uniwersytecie Erazma w Rotterdamie. Pracował na stanowisku dyrektora sprzedaży „Trybuny Śląskiej”. Był też dyrektorem w Urzędzie Kultury Fizycznej i Turystyki, członkiem rady nadzorczej Totalizatora Sportowego oraz dyrektorem biura marketingu i promocji Poczty Polskiej. Pracował również jako dyrektor zarządzający marketingiem detalicznym w PKO BP.
W latach 2005–2007 przewodniczył radzie nadzorczej Polskich Kolei Państwowych. W 2006 pełnił funkcję mediatora w sporze zbiorowym na tle postulatów płacowych w PKP Cargo. Od 2008 do 2013 był prezesem zarządu tej spółki, w której przeprowadził restrukturyzację.
W 2012 został przewodniczącym rady nadzorczej Polskich Linii Lotniczych LOT. Pełnił także funkcje wiceprezydenta Pracodawców RP oraz CEEP, europejskiego zrzeszenia pracodawców i przedsiębiorstw sektora publicznego. W 2016 wygrał konkurs na prezesa ukraińskiego przewoźnika kolejowego Ukrzaliznycia. W kwietniu tegoż roku jego kandydatura została zatwierdzona przez ukraiński rząd; funkcję tę objął w czerwcu. Rezygnację z tego stanowiska złożył w sierpniu 2017.
W 2022 został doradcą zarządu samorządowego przewoźnika kolejowego Koleje Śląskie. W marcu 2025 powołano go na stanowisko prezesa zarządu Agencji Rozwoju Przemysłu. 24 lipca 2025 objął urząd ministra aktywów państwowych w rządzie Donalda Tuska.

## Życie prywatne
Jest żonaty, ma dwoje dzieci. Został gitarzystą rockowego zespołu Chemia.

## Wyróżnienia
- Tytuł „Menedżera Roku 2009” w konkursie organizowanym przez magazyn ekonomiczny „Home&Market” (2010)[16]
- Tytuł „Menedżera Roku” w plebiscycie „Człowiek Roku – Przyjaciel Kolei” organizowanym przez PKP Polskie Linie Kolejowe i Railway Business Forum (2010)[17]
- „Platynowy Laur Umiejętności i Kompetencji” przyznawany przez Regionalną Izbę Gospodarczą w Katowicach (2011)[18]
- „Konfederatka”, wyróżnienie przyznawane przez Pracodawców RP (2011)[19],
- Tytuł „Twarzy Biznesu” w plebiscycie „Dziennika Gazety Prawnej” i TVN CNBC[20]
- Miejsce na liście TOP 20 „Bloomberg Businessweek Polska” (2012)[21]